# Ryan Sanusi
Ryan Sanusi (Borgerhout, 5 gennaio 1992) è un calciatore belga, centrocampista del Beerschot VA.

## Carriera

### Club
Cresciuto nelle giovanili del Willem II, ha esordito il 23 settembre 2011 in un match perso 2-1 contro l'AGOVV.

### Nazionale
Ha giocato nella nazionale belga Under-20.

## Statistiche

### Presenze e reti nei club
Statistiche aggiornate al 16 gennaio 2018.
| Stagione         | Squadra          | Campionato       | Campionato | Campionato | Coppe nazionali | Coppe nazionali | Coppe nazionali | Coppe continentali | Coppe continentali | Coppe continentali | Altre coppe | Altre coppe | Altre coppe | Totale | Totale | Totale |
| Stagione         | Squadra          | Comp             | Pres       | Reti       | Comp            | Pres            | Reti            | Comp               | Pres               | Reti               | Comp        | Pres        | Reti        | Pres   | Reti   |        |
| ---------------- | ---------------- | ---------------- | ---------- | ---------- | --------------- | --------------- | --------------- | ------------------ | ------------------ | ------------------ | ----------- | ----------- | ----------- | ------ | ------ | ------ |
| 2011-2012        | Willem II        | EED              | 13         | 1          | CO              | 0               | 0               |                    | -                  | -                  |             | -           | -           | 13     | 1      |        |
| 2012-2013        | Willem II        | ERE              | 2          | 0          | CO              | 0               | 0               |                    | -                  | -                  |             | -           | -           | 2      | 0      |        |
| Totale Willem II | Totale Willem II | Totale Willem II | 15         | 1          |                 | 0               | 0               |                    | -                  | -                  |             | -           | -           | 15     | 1      |        |
| 2013-2014        | TOP Oss          | EED              | 11         | 2          | CO              | 0               | 0               |                    | -                  | -                  |             | -           | -           | 11     | 2      |        |
| 2014-2015        | TOP Oss          | EED              | 21+2       | 4          | CO              | 0               | 0               |                    | -                  | -                  |             | -           | -           | 23     | 4      |        |
| Totale Oss       | Totale Oss       | Totale Oss       | 34         | 6          |                 | 0               | 0               |                    | -                  | -                  |             | -           | -           | 34     | 6      |        |
| 2015-2016        | Sparta Rotterdam | EED              | 35         | 6          | CO              | 2               | 0               |                    | -                  | -                  |             | -           | -           | 37     | 6      |        |
| 2016-2017        | Sparta Rotterdam | ERE              | 21         | 1          | CO              | 2               | 0               |                    | -                  | -                  |             | -           | -           | 23     | 1      |        |
| 2017-2018        | Sparta Rotterdam | ERE              | 16         | 0          | CO              | 0               | 0               |                    | -                  | -                  |             | -           | -           | 16     | 0      |        |
| Totale Carriera  | Totale Carriera  | Totale Carriera  | 121        | 14         |                 | 4               | 0               |                    | -                  | -                  |             | -           | -           | 125    | 14     |        |

## Palmarès

### Club

#### Competizioni nazionali
- Eerste Divisie: 2

Willem II: 2013-2014
Sparta Rotterdam: 2015-2016